# Kraśniczyn (gromada)
Kraśniczyn (alt. Kraśniczyn I) – dawna gromada, czyli najmniejsza jednostka podziału terytorialnego Polskiej Rzeczypospolitej Ludowej w latach 1954–1972.
Gromady, z gromadzkimi radami narodowymi (GRN) jako organami władzy najniższego stopnia na wsi, funkcjonowały od reformy reorganizującej administrację wiejską przeprowadzonej jesienią 1954 do momentu ich zniesienia z dniem 1 stycznia 1973, tym samym wypierając organizację gminną w latach 1954–1972.
Gromadę Kraśniczyn z siedzibą GRN w Kraśniczynie (cz. I) (w obecnym brzmieniu Czajki) utworzono – jako jedną z 8759 gromad na obszarze Polski – w powiecie krasnostawskim w woj. lubelskim na mocy uchwały nr 9 WRN w Lublinie z dnia 5 października 1954. W skład jednostki weszły obszary dotychczasowych gromad Kraśniczyn I, Kraśniczyn II, Brzeziny i Anielpol ze zniesionej gminy Czajki w tymże powiecie. Dla gromady ustalono 17 członków gromadzkiej rady narodowej.
1 stycznia 1960 gromadę zniesiono, włączając jej obszar do nowo utworzonej gromady Brzeziny w tymże powiecie.
Uwaga: Nie mylić gromadą Kraśniczyn-Osada (1954-1972) z siedzibą w Kraśniczynie (Osadzie) oraz z gromadą Kraśniczyn I (1960-62), również z siedzibą w Kraśniczynie I (Czajkach) (ta ostatnia przemianowana w lutym 1962 na gromada Czajki).